# Peter Miniböck
Peter Miniböck (* 4. November 1946 in Wien als Peter Iwan Zaiser) ist ein österreichischer Schriftsteller.

## Leben und Werk
Peter Miniböck wurde 1946 in Wien geboren und lebt seit 1983 in Mödling-Hinterbrühl. Er schreibt Prosa und Lyrik sowie Buchbesprechungen in Literaturzeitschriften. Auch verfasst er Kommentare über Künstler in Kulturzeitschriften und Katalogen.
1990 erschien sein erstes Buch, ein Lyrikband („Anleitungen zum Verirren“) und es fand, gemeinsam mit dem Schriftsteller Hans Lampalzer, die erste Lesung statt. Nach weiteren Veröffentlichungen tritt er häufig bei Lesungen auf und veranstaltet auch „Literarische Performances“ (Kunstwoche Grafenschlag, Atelier 3A, Symposium Lindabrunn).
1989 erhielt Peter Miniböck den Anerkennungspreis für Literatur des Landes Niederösterreich.
Peter Miniböck ist Mitglied des Österreichischen P.E.N.-Clubs, der Franz-Kafka-Gesellschaft, des Podium und der IG Autorinnen Autoren.

## Werke
- Die Unterredung. Ein Bericht, edition libica, Wien, 2019, ISBN 978-3-903137-19-6
- Der Sandgräber, Erzählung, Arovell Verlag, Wien - Gosau, 2016, ISBN 978-3903156029
- Das Bukranion, Eine Niederschrift, edition libica, 2016. ISBN 978-3-903137-04-2
- Die Unschuld des Verleumders, Roman, Arovell Verlag, Gosau 2014. ISBN 9783902808622.
- Die Eigenart der Ereignisse, Prosa, Arovell Verlag, Gosau 2012. ISBN 9783902808196.
- Sammelpunkt Tagpunkt, in ‚Gemischte Gefühle’, Prosa, Verlag Kulturstammtisch Kirchstetten 2011. ISBN 3-902263-14-8.
- Mutwillige Sommervögel, Prosa, Verlag Kulturstammtisch Kirchstetten 2009. ISBN 3-902263-13-X.
- wortkarg, Lyrik, Literaturedition NÖ, St. Pölten 2008. ISBN 978-3-901117-99-2.
- Meine Liebe, in ‚süchtig’, Prosa, Residenz Verlag, St. Pölten 2007. ISBN 978-3-7017-1479-7.
- Iwan oder Die Stadt heißt immer noch Wien, Erzählung, Edition Roesner, Maria Enzersdorf 2006. ISBN 978-3-902300-30-0.
- STAi, in ‚massiv‘. Steine sind flüchtig. Ein Härtetest’, Lyrik, Triton Verlag, Wien 2001. ISBN 3-85486-078-1.
- Fälschung der Erinnerung, in ‚Literaturlandschaft’, Erzählung, P.E.N.-Anthologie, NP Verlag, St. Pölten 1997. ISBN 3-85326-064-0.
- Die Schneckenmumie, Erzählungen, Merbod Verlag, Wiener Neustadt 1993. ISBN 3-90084430-5.
- Anleitungen zum Verirren, Lyrik, Malek Verlag, Krems 1990. ISBN 978-3900080907.

## Bild- und Tonträger
- Autorenporträt Peter Miniböck, DVD oder VHS. Eine Dokumentation des Niederösterreichischen P.E.N. – Clubs
- Oral History Interview, Projekt MenschenLeben – Universität Salzburg. Ein Projekt in Zusammenarbeit mit österreichische mediathek, audiovisielles archiv technisches museum wien, mp3 und DVD
- Anleitungen zum Verirren in ‚Texte, Neue Literatur aus Österreich’ Radio NÖ 1990
- wortkarg in ‚Nachtbilder – Poesie und Musik’, Ö1 2008